# Affektkorrelat
| Somatisierung               | Somatisierung               |
| --------------------------- | --------------------------- |
| {\displaystyle \Downarrow } | {\displaystyle \Downarrow } |
| Affektkorrelat              | Affektäquivalent            |

Affektkorrelat ist ein Begriff aus der Psychoanalyse und beschreibt einen Abwehrvorgang, bei dem der psycho-soziale Zusammenhang von beunruhigenden mentalen Zuständen wie Angst oder anderen Gefühlen und den damit ausgelösten körperlichen Symptomen (Herzrasen, Muskelverspannung, vegetativ-motorische Symptome) noch hergestellt werden kann. Dies bedeutet, dass die konflikthaften Gefühle dem Patienten bewusst sind, und nicht nur die körperlichen Empfindungen (Reaktionen).